# Saint-Léger-Bridereix
Saint-Léger-Bridereix  es una comuna (municipio) de Francia, en la región de Lemosín, departamento de Creuse, en el distrito de Guéret y cantón de La Souterraine.
Su población en el censo de 2021 era de 175 habitantes.
Está integrada en la Communauté de communes du Pays Sostranien.

## Demografía
| 243 | 262 | 236 | 210 | 184 | 174 | 198 | 204 | 175 |
| Para los censos de 1962 a 1999 la población legal corresponde a la población sin duplicidades (Fuente: INSEE [Consultar]) |     |     |     |     |     |     |     |     |